# Pokal Nogometne zveze Slovenije 2005-2006
La Pokal Nogometne zveze Slovenije 2005./06. (in lingua italiana: Coppa della federazione calcistica slovena 2005-06), detta anche Pokal Hervis 2005./06. per motivi di sponsorizzazione, fu la quindicesima edizione della coppa nazionale di calcio della Repubblica di Slovenia.
A vincere fu il Koper, al suo primo titolo nella competizione.

Questo successo diede ai giallo-blu l'accesso alla Coppa UEFA 2006-2007.
Vi furono 4 capicannonieri con 4 reti ciascuno:
Darko Kremenović (Koper), Dejan Rusić (Celje), Duško Stajič (Celje) e Nenad Đaković (Malečnik).

## Partecipanti
Le 10 squadre della 1. SNL 2005-2006, più lo Zagorje (12° in 1. SNL 2004-2005), sono ammesse di diritto. Gli altri 17 posti sono stati assegnati attraverso le coppe inter–comunali.
| Ammesse di diritto | Coppe inter–comunali | Coppe inter–comunali | Coppe inter–comunali | Coppe inter–comunali |
| Ammesse di diritto | Associazione         | Squadre              | Squadre              | Squadre              |
| --- | -------------------- | -------------------- | -------------------- | -------------------- |
| - 1. SNL 2005-2006: - Bela Krajina - Celje - Domžale - Drava Ptuj - Gorica - Koper - Maribor - Nafta Lendava - Primorje - Rudar Velenje - Posto in più: - Zagorje | MNZ Lubiana          | Svoboda              | Livar                | Dolomiti Dobrova     |
| - 1. SNL 2005-2006: - Bela Krajina - Celje - Domžale - Drava Ptuj - Gorica - Koper - Maribor - Nafta Lendava - Primorje - Rudar Velenje - Posto in più: - Zagorje | MNZ Maribor          | Malečnik             | Dravograd            | Pesnica              |
| - 1. SNL 2005-2006: - Bela Krajina - Celje - Domžale - Drava Ptuj - Gorica - Koper - Maribor - Nafta Lendava - Primorje - Rudar Velenje - Posto in più: - Zagorje | MNZ Celje            | N.D.                 | N.D.                 |                      |
| - 1. SNL 2005-2006: - Bela Krajina - Celje - Domžale - Drava Ptuj - Gorica - Koper - Maribor - Nafta Lendava - Primorje - Rudar Velenje - Posto in più: - Zagorje | MNZ Capodistria      | Jadran Dekani        | Korte                |                      |
| - 1. SNL 2005-2006: - Bela Krajina - Celje - Domžale - Drava Ptuj - Gorica - Koper - Maribor - Nafta Lendava - Primorje - Rudar Velenje - Posto in più: - Zagorje | MNZ Nova Gorica      | Tolmin               | Brda                 |                      |
| - 1. SNL 2005-2006: - Bela Krajina - Celje - Domžale - Drava Ptuj - Gorica - Koper - Maribor - Nafta Lendava - Primorje - Rudar Velenje - Posto in più: - Zagorje | MNZ Murska Sobota    | Ižakovci             | Tišina               |                      |
| - 1. SNL 2005-2006: - Bela Krajina - Celje - Domžale - Drava Ptuj - Gorica - Koper - Maribor - Nafta Lendava - Primorje - Rudar Velenje - Posto in più: - Zagorje | MNZ Lendava          | Črenšovci            | N.D.                 |                      |
| - 1. SNL 2005-2006: - Bela Krajina - Celje - Domžale - Drava Ptuj - Gorica - Koper - Maribor - Nafta Lendava - Primorje - Rudar Velenje - Posto in più: - Zagorje | MNZ Goreniska-Kranj  | Triglav              | Jesenice             |                      |
| - 1. SNL 2005-2006: - Bela Krajina - Celje - Domžale - Drava Ptuj - Gorica - Koper - Maribor - Nafta Lendava - Primorje - Rudar Velenje - Posto in più: - Zagorje | MNZ Ptuj             | Aluminij             | Ormož                |                      |

### Calendario
| Turno         | Date                           | Partite | Club    |
| ------------- | ------------------------------ | ------- | ------- |
| Primo turno   | 24 agosto - 7 settembre 2005   | 7       | 28 → 21 |
| Secondo turno | 14 settembre 2005              | 5       | 21 → 16 |
| Ottavi        | 28 settembre - 19 ottobre 2005 | 8       | 16 → 8  |
| Quarti        | 19 ottobre - 2 novembre 2005   | 4       | 8 → 4   |
| Semifinali    | 19 aprile/9 maggio 2006        | 4       | 4 → 2   |
| Finale        | 24 maggio 2006                 | 1       | 2 → 1   |

## Primo turno
| Squadra 1     | Risultato | Squadra 2        |
| ------------- | --------- | ---------------- |
| Tišina        | 3 – 0     | Ormož            |
| Ižakovci      | 1 – 9     | Malečnik         |
| Črenšovci     | 0 – 4     | Pesnica          |
| Jadran Dekani | 0 – 2     | Jesenice         |
| Korte         | 3 – 1     | Dolomiti Dobrova |
| Brda          | 4 – 3     | Svoboda          |
| Livar         | 7 – 0     | Tolmin           |

## Secondo turno
| Squadra 1 | Risultato             | Squadra 2 |
| --------- | --------------------- | --------- |
| Triglav   | 0 – 1                 | Brda      |
| Korte     | 2 – 1                 | Jesenice  |
| Aluminij  | 5 – 1                 | Tišina    |
| Livar     | 4 – 2                 | Malečnik  |
| Pesnica   | 1 – 1 (dts) (5-4 dtr) | Dravograd |

## Ottavi di finale
Entrano le 10 squadre della 1. SNL 2005-2006, più lo Zagorje.
| Squadra 1     | Risultato             | Squadra 2  |
| ------------- | --------------------- | ---------- |
| Celje         | 2 – 0                 | Brda       |
| Gorica        | 2 – 0                 | Primorje   |
| Korte         | 1 – 0                 | Aluminij   |
| Pesnica       | 1 – 8                 | Maribor    |
| Bela Krajina  | 2 – 2 (dts) (2-4 dtr) | Koper      |
| Livar         | 1 – 0                 | Nafta      |
| Rudar Velenje | 1 – 1 (dts) (4-3 dtr) | Drava Ptuj |
| Zagorje       | 0 – 3                 | Domžale    |

## Quarti di finale
| Squadra 1     | Risultato | Squadra 2 |
| ------------- | --------- | --------- |
| Celje         | 5 – 1     | Livar     |
| Maribor       | 1 – 0     | Korte     |
| Rudar Velenje | 0 – 1     | Gorica    |
| Koper         | 2 – 1     | Domžale   |

## Semifinali
| Squadra 1 | Totale | Squadra 2 | Andata | Ritorno |
| --------- | ------ | --------- | ------ | ------- |
| Celje     | 3 – 1  | Maribor   | 1 – 0  | 2 – 1   |
| Gorica    | 1 – 2  | Koper     | 0 – 2  | 1 – 0   |

## Finale
| Arbitro: | Darko Čeferin (Kranj) |

| |                      | |
| Rusič 75’ | Marcatori            | 5’ Rudonja |
| Brezič Gobec Urbanč Križnik                                                                                              | Tiri di rigore 3 – 5 | Drobne Knezović Lovrečič Karič Rudonja                                                                              |
| (5' Čelofiga) Mujčinović Križnik Rusić (57' Urbanč) Beršnjak Kelhar Gobec (46' Robnik) Ibeji Brulc Stajič Travner Brezič | Formazioni           | Handanović Jakomin Radulović (82' Šečić) Lazić Drobne Peršič Rudonja Kremenović (46' Gregorič) Karić Knezović Pahor |
| Nikola Ilievski | Allenatori           | Borut Jarc |